# Anogramma
Anogramma és un gènere de falgueres dins la família de les pteridàcies. És un gènere subcosmopolita, principalment dels països càlids i subtropicals comprèn unes 7 espècies i l'única present als Països Catalans és Anogramma leptophylla.

## Algunes espècies
- Anogramma ascensionis, (Hook.) Diels
- Anogramma conspersa Fée
- Anogramma eggersii C.Chr. en C.Chr.
- Anogramma leptophylla (L.) Link - falzia fina[3]
- Anogramma osteniana Dutra